# Johannes Bauer
Pour les articles homonymes, voir Hannes Bauer et Bauer.
Johannes Bauer dit Hannes Bauer, né le 22 juillet 1954 à Halle et mort le 6 mai 2016 à Berlin, est avec son frère Conny Bauer un tromboniste et compositeur allemand de free jazz.

## Biographie
Hannes Bauer vit à Berlin.
Il a joué en particulier avec
- Manfred Schulze Quintet à vent
- Doppelmoppel (avec C. Bauer, Uwe Kropinski, Helmut "Joe" Sachse)
- Slawterhaus (avec Jon Rose, Peter Hollinger et Dietmar Diesner)
- The Tradition Trio
- Futch (avec Thomas Lehn und Jon Rose)
- Ken Vandermarks Territory Band
- Fo(u)r Bones (avec C. Bauer, Jörg Huke, Iven Hausmann)

et le
- Peter Brötzmann Group ("Alarm")